# 加布里埃拉妇女党
加布里埃拉妇女党（英语：GABRIELA Women's Party）是菲律宾的一个左翼政党，主要关注妇女议题。该党成立于2003年，由联合妇女争取改革、诚信、平等、领导权和行动总会议（通称“加布里埃拉”）组建。该党的意识形态是马克思主义女性主义。该党的领袖是Liza Maza，发言人是Luzviminda Ilagan。该党的总部位于奎松城。该党的口号是“妇女、儿童、民族……继续斗争！”。该党是新爱国联盟和人民爱国联盟的成员。